# Тринидад и Тобаго на летних Олимпийских играх 2000
Тринидад и Тобаго принимали участие в Летних Олимпийских играх 2000 года в Сиднее (Австралия) в четырнадцатый раз за свою историю, и завоевали одну бронзовую и одну серебряную медали. Сборную страны представляло 19 спортсменов, в том числе 5 женщин.

## 02!Серебро
- Лёгкая атлетика, мужчины, 100 метров — Ато Болдон.

## 03!Бронза
- Лёгкая атлетика, мужчины, 200 метров — Ато Болдон.

## Состав олимпийской сборной Тринидад и Тобаго

### Плавание
Спортсменов — 3
В следующий раунд на каждой дистанции проходили лучшие спортсмены по времени, независимо от места занятого в своём заплыве.
Мужчины
| Спортсмен            | Соревнование        | Предварительные заплывы | Предварительные заплывы | Полуфиналы | Полуфиналы | Финал     | Финал     |
| Спортсмен            | Соревнование        | Результат               | Место                   | Результат  | Место      | Результат | Место     |
| -------------------- | ------------------- | ----------------------- | ----------------------- | ---------- | ---------- | --------- | --------- |
| Себастьен Паддингтон | 200 м вольный стиль | 1:55,40                 | 47                      | Не прошёл  | Не прошёл  | Не прошёл | Не прошёл |
| Джордж Бовелл        | 400 м комплекс      | 4:29,52                 | 36                      |            |            | Не прошёл | Не прошёл |

Женщины
| Спортсменка   | Соревнование      | Предварительные заплывы | Предварительные заплывы | Полуфиналы | Полуфиналы | Финал     | Финал     |
| Спортсменка   | Соревнование      | Результат               | Место                   | Результат  | Место      | Результат | Место     |
| ------------- | ----------------- | ----------------------- | ----------------------- | ---------- | ---------- | --------- | --------- |
| Шивон Кроппер | 100 м баттерфляем | 1:03,34                 | 40                      | Не прошла  | Не прошла  | Не прошла | Не прошла |